# Deinogalerix
Deinogalerix („strašný rejsek“) byl rodem ježkovitého savce, obývajícího území současné Itálie koncem miocénu, asi před 10 až 5 miliony let. Byl zřejmě endemickým druhem současného ostrova Gargano. Tento savec byl blízce příbuzný krysám a ježkům a šlo zřejmě o hmyzožravce, ačkoliv větší druhy mohly lovit i menší obratlovce. Druh D. koenigswaldi dosahoval délky asi 60 centimetrů, z čehož jen hlava měřila kolem 20 cm. Je možné, že se sám stával kořistí velké sovy druhu Tyto gigantea. Deinogalerix obýval ostrovní prostředí subtropického rázu a představuje zřejmě příklad ostrovního gigantismu. Není jasné, kdy a proč přesně vyhynul, zřejmě se mu ale staly osudnými změny klimatických podmínek.